# Nullebene

Gebäude mit Darstellung der Nullebene

Nullebene (mitunter auch Basement genannt) ist ein Begriff aus der Bautechnik und bezeichnet die Ebene, auf die bei der Bemaßung von Entwurfs- und Ausführungsplänen für Gebäude und sonstige Bauwerke in der Vertikalen (z-Achse) Bezug genommen wird. Häufig ist sie identisch mit der Oberkante Fertigfußboden des Erdgeschosses und wird angegeben als Höhe über dem Meeresspiegel oder als Höhe über einem Referenzpunkt wie etwa der Straßenmitte.

## Bezugsebene im kartesischen Koordinatensystem
Die Nullebene für Höhen in einem dreidimensionalen Koordinatensystem mit den Achsen X, Y und Z ist eine durch die Achsen X und Y aufgespannte Ebene, die durch den Nullpunkt (X=0/Y=0/Z=0) geht. Die Z-Achse steht senkrecht auf dieser Ebene, die damit die Bezugsebene für die Z-Koordinaten bildet. Alle Punkte auf der Nullebene haben die Z-Koordinate 0.

## Bildebene für Parallelprojektionen
Ein beliebiger Punkt im Raum mit der Bezeichnung P(i) und den Koordinaten X(i), Y(i), Z(i) wird durch Senkrechtprojektion auf die Nullebene im Punkt P’(i) der Nullebene mit den Koordinaten X(i) und Y(i) abgebildet. Eine Projektion auf die durch die X- und Y-Achse definierte Ebene wird als Draufsicht oder Grundriss bezeichnet. Um ein räumliches Objekt auch in Z-Richtung gleichartig darstellen zu können, sind weitere Abbildungsebenen nötig, die entweder in der X- und Z-Ebene oder in der Y- und Z-Ebene liegen. Projektionen auf eine Ebene mit Ausrichtung an der Z-Achse nennt man Ansichten oder Aufrisse.

## Nullebene als Höhenbezug
Bei der Planung von Gebäuden wird normalerweise ein lokales, dreidimensionales Koordinatensystem parallel bzw. rechtwinklig zur Gebäudehauptrichtung festgelegt. Die Nullebene für die Höhenlage des Gebäudes ist standardmäßig die Erdgeschossfußbodenhöhe, die nahe am Geländeanschnitt liegt und somit die Trennlinie zwischen ober- und unterirdischen Geschossen markiert. In den frühen Entwurfsphasen ist eine Anbindung an ein landesweit gültiges Koordinaten- und Höhensystem noch nicht erforderlich, sie wird erst in späteren Planungsphasen benötigt und beschränkt sich dann auf die notwendigen Angaben zur Umrechnung, bei der Erdgeschossfußbodenhöhe (EFH) beispielsweise auf die Angabe EFH: ±0.00 = 214,50 m ü. NHN als Höhenlage über Normalhöhennull. Die absoluten Höhen im gesamten Gebäude sind dann durch Maßangaben relativ zur Nullebene umrechenbar.
Die Lage des Gebäudes im Baugrundstück wird analog durch Abstände zu Grenzlinien oder -punkten festgelegt und zur Bauausführung vom Vermesser umgerechnet, der dann die Gebäudeachsen und die Bezugshöhe bei der Absteckung des Objektes in die Örtlichkeit überträgt. Die Bauarbeiten können also, ausgehend von diesen Markierungen, wieder mit dem lokalen Achs- und Höhensystem der Bauplanung ausgeführt werden.
Bei Bauwerken im Tiefbau wird bei Planungen analog ein lokales, an der Hauptachse des Bauwerkes ausgerichtetes System eingesetzt. Die Höhe ±0 ist dabei regelmäßig identisch mit der Höhe des Verkehrsweges oder Bauwerks in der Achse, die im Zuge der rechnerischen Achsfestlegung an jeder beliebigen Stelle der Achse im übergeordneten Höhensystem berechenbar ist.

## Geschossbezeichnung
Im deutschen Sprachraum wird für das Erdgeschoss manchmal auch Nullebene oder Ebene 0 als Bezeichnung gewählt und analog dazu werden die Obergeschosse als Ebene 1, Ebene 2 usw., die Untergeschosse dagegen als Ebene -1, Ebene -2 usw. bezeichnet. Dies gilt insbesondere für Gebäude mit gemischter Nutzung und viel Publikumsverkehr, wo eine eindeutige, unmissverständliche Geschosszählung die Orientierung erleichtert. Die Ebene 0 ist meist die Hauptzugangsebene zum Gebäude, von hier aus verzweigt die innere Erschließung zu anderen Geschossen oder Nutzungsebenen. Regelmäßig sind hier auch Einrichtungen wie beispielsweise Empfang, Anlieferung, Gemeinschaftseinrichtungen und – geeignete innerörtliche Lage vorausgesetzt – Ladengeschäfte untergebracht.